# پوپووو، بلغارستان
پوپووو شهری در استان ترگوویشته کشور بلغارستان است که جمعیت آن در سال ۲۰۰۱ میلادی ۱۷٬۷۹۱ نفر بوده‌است.